# Бумажная Фабрика (Брянская область)
Бумажная Фабрика — деревня в Почепском районе Брянской области, входит в состав Чоповского сельского поселения.

## История
Упоминается с первой половины XIX века (носило название «Эрмитаж»); с 1861 по 1929 г. входила в состав Почепской волости (Мглинский, с 1918 Почепский уезд). С 1920-х годов по 1978 г. в Роговском, Рагозинском сельсовете (в 1959—1963 гг. временно в подчинении Почепскому горсовету), с 1978 г. по 2005 г. — центр Житнянского сельского совета. В середине XX века — колхоз «Строитель».

### Бумажная мануфактура
В 1832 граф П. А. Клейнмихель основал бумажную мануфактуру. В 1842 г. она выработала бумаги на 20 тыс. руб.. В 1853 г. было изготовлено писчей и обёрточной бумаги 8,7 тыс. стоп. В 1860 г. — 9 тыс. стоп.

## География
Примыкает к городу Почеп: Молодёжная улица деревни является продолжением городской улицы Суконно-Фабричная.
Абсолютная высота 144 метра выше уровня моря.

## Население
| 2010 | 2013 |
| ---- | ---- |
| 276  | ↘257 |

На 1859 год числилось 16 дворов и в них проживало 93 мужчины и 91 женщина.

## Транспорт
Проходит железная дорога Почеп — Унеча.
Подъезд на автодороги регионального значения.